# Palo Dulce, Jalisco
Palo Dulce är en ort i Mexiko.   Den ligger i kommunen Tototlán och delstaten Jalisco, i den centrala delen av landet, 400 km väster om huvudstaden Mexico City. Palo Dulce ligger 1 553 meter över havet och antalet invånare är 287.
Terrängen runt Palo Dulce är platt åt sydväst, men åt nordost är den kuperad. Runt Palo Dulce är det ganska tätbefolkat, med 248 invånare per kvadratkilometer. Närmaste större samhälle är Atotonilco el Alto, 16,2 km öster om Palo Dulce. Trakten runt Palo Dulce består till största delen av jordbruksmark.